# チヒルィーン連隊

連隊の紋章。領土の防衛を表す三矢。

チヒルィーン連隊（ウクライナ語：Чигиринський полк）は、17世紀半ばから18世紀にかけて、右岸ウクライナに位置したコサックの連隊の一つ。コサック国家の軍事・行政単位。チヒルィーン連隊区とも。連隊庁所在地はチヒルィーン町（1648年‐1712年）。連隊名はブラーツラウに由来する。19つの百人隊で構成された。1667年に、ロシア・ツァーリ国とポーランド・リトアニア共和国によるコサック国家の分割に伴って分割され、連隊が管理していた左岸ウクライナの領域はロムィールホロド連隊の領土となった。17世紀後半からポーランド・リトアニア共和国、ロシア・ツァーリ国、オスマン帝国が参加するウクライナの支配をめぐる戦争において大きな争い場となった。1712年にプルト平和条約によりポーランド・リトアニア共和国の支配下に移され、同年にポーランド政府によって廃止された。